# 가터 훈장

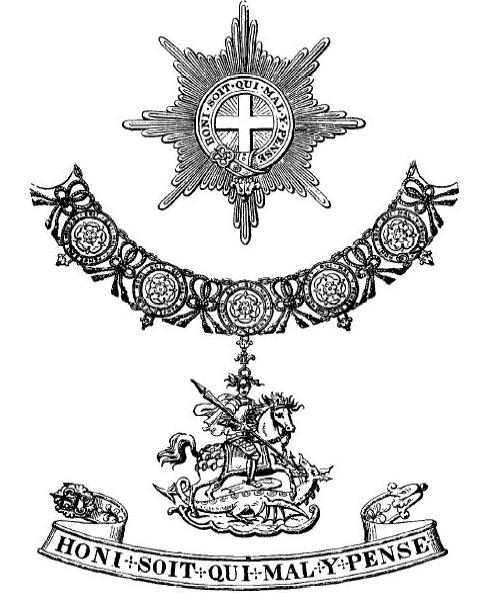
가터 훈장의 휘장

가터 훈장(Order of the Garter)은 1348년에 에드워드 3세에 의해서 창시된 잉글랜드의 기사단 훈장이다. 잉글랜드의 최고 훈장이며, 동시에 영국 연방의 최고 훈장이기도 하다.
수훈자의 이름 뒤에는 약칭으로 KG(남성) 또는 LG(여성)가 붙게 된다.
훈장에는 "악(惡)을 생각하는 자에게 수치를(Honi soit qui mal y pense)"이라는 모토가 기록되어 있으며, 대수(大綬)의 색이 파란색이어서 블루 리본이라 불리기도 한다.
이 훈장의 유래로는 가장 그럴 듯한 일화에 따르면, 에드워드 3세가 솔즈베리 백작 부인(후에 흑태자의 아내)과 춤출 때 그녀의 파란색 가터 하나가 바닥에 떨어졌는데 그것을 보고 곁에 있던 사람들이 낄낄거리며 웃자 에드워드는 떨어진 가터를 정중하게 주워 자기 다리에 매고는 프랑스어로 "악(惡)을 생각하는 자에게 수치를(Honi soit qui mal y pense)"이라는 격언을 말하며 신하들을 꾸짖었다고 한다. 이것은 에드워드 3세의 일화에서 나온 기사정신을 칭송한 내용으로, 후에 가터 훈장은 최고의 명예의 상징이 된다.

## 같이 보기
- 윈저 성